# Елінор Остром
Елінор Остром (англ. Elinor Ostrom) (7 серпня 1933, Лос-Анджелес — 12 червня 2012, Блумінгтон) — американська економістка та політолог.

## Біографія
Елінор Остром народилася в Лос-Анджелесі, закінчила школу в Беверлі-Гіллз у 1951. Під час навчання у вищій школі Беверлі-Гілз була членом місцевої команди з дебатів, що за словами самої Елінор Остром, спричинило великий вплив на формування її способу мислення. В той же час була членом команди школи з плавання.
Отримала звання бакалавра мистецтв з політології (1954), магістра мистецтв (1962) і доктора філософії (1965) Каліфорнійського університету (кампус в Лос-Анджелесі). В своїй дисертації досліджувала проблему водопостачання Південної Каліфорнії. Це дослідження стало однією з перших робіт з управління спільними активами (наприклад широковідома проблема «Трагедії спільного»).
У 1974 стала професором університету Індіани. На початку своєї наукової кар'єри Елінор Остром зосередилася на дослідженні управління в сфері правопорядку, зокрема дослідження проблеми розташування та чисельності поліцейських відділків.
Стала лауреатом Нобелівської премії з економіки у 2009 році з формулюванням «за дослідження в галузі економічної організації», ставши при цьому першою жінкою, яка отримала премію в цій номінації.

## Нагороди
Президент Товариства «суспільного вибору» (1982—1984). Лауреат премії Френка Сейдмана (1997). Член Національної академії наук США (2001)
У 1999 році Остром була першою жінкою, яка отримала престижну премію Йозана Скайтте (Johan Skytte) в галузі політичних наук і в 2005 отримала премію Джеймса Медісона Американської асоціації політичних наук. У 2008 році вона отримала премію Вільяма Райкера в галузі політології і стала першою жінкою, що отримала цю премію. У 2009 році вона отримала премію Тиша з досліджень громадянської діяльності від коледжу імені Джонатана М. Тиша з питань громадянства та державної служби в Університеті Тафтса.

## Нобелівська премія
У 2009 році Остром стала першою жінкою, котра отримала Нобелівську премію в галузі економічних наук. Шведська королівська академія наук нагородила Остром «за її аналіз економічного управління», заявивши, що її роботи показали, як спільна власність може успішно управлятися групами, що її використовують. Остром та Олівер Вільямсон розділили 10 мільйонів шведських крон (1,44 млн доларів США) нагороди за окремі роботи в галузі економічного управління.
Шведська королівська академія наук заявила, що дослідження Остром перенесли цю тему з околиць на передній план наукової уваги, «показуючи, як загальні ресурси — ліси, рибні запаси, родовища нафти або пасовищні угіддя, можуть були керовані успішно людьми, які їх використовують, а не урядами або приватними компаніями». Роботи Остром в цій галузі ставлять під сумнів загальноприйняті уявлення, показують, що загальні ресурси можуть успішно обійтися без державного регулювання та приватизації.

## Основні твори
- «Керування спільним. Еволюція інституцій колективної дії» (пер. Т. Монтян) [ориг. Governing the Commons: The Evolution of Institutions for Collective Action, 1990]